# Georg Eyl
Georg Eyl (* 17. Dezember 1821 in Halifax; † 1. April 1901 in Hameln) war ein preußischer Generalleutnant.

## Leben

### Herkunft
Georg war ein Sohn des Kommissars im britischen Kriegskommissariat Johann George Henry Eyl und dessen Ehefrau Karoline Luise, geborene Sauerwald.

### Militärkarriere
Eyl besuchte das Gymnasium in Hannover und trat nach seinem Abitur am 25. Dezember 1838 als Kadett in das 6. Infanterie-Regiment der Hannoverschen Armee ein. Bis Anfang Januar 1853 avancierte er zum Hauptmann und wurde Ende Mai 1855 als Kompaniechef in das 3. Infanterie-Regiment versetzt. Unter Beförderung zum Major erfolgte am 20. September 1858 seine Versetzung in das 5. Infanterie-Regiment. 1863/64 befand Eyl sich bei den Exekutionstruppen in Holstein und erhielt für sein Wirken das Wilhelms-Kreuz. Als Oberstleutnant nahm er 1866 während des Krieges gegen Preußen an der Schlacht bei Langensalza teil und wurde mit dem Ritterkreuz II. Klasse des Ernst-August-Ordens sowie der Langensalza-Medaille ausgezeichnet.
Nach dem verlorenen Krieg und der Annexionen des Königreichs Hannover durch Preußen wurde Eyl am 9. März 1867 in den Verband der Preußischen Armee übernommen und als Oberstleutnant dem 3. Brandenburgischen Infanterie-Regiment Nr. 20 aggregiert. Nach seiner Beförderung zum Oberst beauftragte man ihn am 23. Juli 1868 zunächst mit der Führung des 4. Posenschen Infanterie-Regiments Nr. 59 und ernannte ihn am 25. Februar 1869 zum Regimentskommandeur. Eyl führte sein Regiment zu Beginn des Krieges gegen Frankreich in der Schlacht bei Weißenburg und wurde bei Wörth durch einen Schuss durch den rechten Oberarm schwer verwundet. Er nahm an der Belagerung von Paris sowie am Ausfallgefecht am Mont Valérien teil und war kurzzeitig vom 6. Oktober bis zum 26. November 1870 mit der Führung der 19. Infanterie-Brigade beauftragt. Auch fungierte er vom 9. bis zum 25. Februar 1871 als Führer der 18. Infanterie-Brigade. Ausgezeichnet mit beiden Klassen des Eisernen Kreuzes sowie dem Komturkreuz des Bayerischen Militärverdienstordens wurde Eyl nach dem Friedensschluss am 13. April 1872 unter Stellung à la suite seines Regiments als Kommandeur der 1. Infanterie-Brigade nach Königsberg versetzt. Er stieg am 22. März 1873 zum Generalmajor auf und wurde am 13. April 1875 unter Verleihung des Roten Adlerordens II. Klasse mit Eichenlaub mit Pension zur Disposition gestellt.
Anlässlich des 25. Jahrestages der Schlacht bei Wörth verlieh ihm Kaiser Wilhelm II. „In Dankbarer Erinnerung Ihrer durch eigenes Blut in der Schlacht bei Wörth als Kommandeur der 59er besiegelten Verdienste“ am 6. August 1895 den Kronen-Orden II. Klasse mit Stern. Außerdem erhielt Eyl am 10. September 1898 den Charakter als Generalleutnant. Er starb am 1. April 1901 in Hameln.

### Familie
Eyl heiratete Melusine Auguste Scharf (1833–1903). Das Paar hatte mehrere Kinder:
- Karl Adolf Max (* 1856), preußischer Major
- Karl Ernst August (1858–1895), preußischer Premierleutnant a. D.[3]